# Ewald Judt
Ewald Judt (* 3. September 1950 in Wien) ist ein österreichischer Wirtschaftswissenschaftler.

## Leben
Judt studierte an der Wirtschaftsuniversität Wien und wurde dort 1975 zum Dr. rer. soc. oec. promoviert. Nach dem Studium war er in einigen Funktionen im österreichischen Sparkassensektor zuletzt als Manager für die Zahlungsverkehrsentwicklung in der Girozentrale und Bank der österreichischen Sparkassen tätig. Von 1980 bis zu seiner Pensionierung Ende 2011 war er Geschäftsführer von Eurocard Austria und der Nachfolgegesellschaften Europay Austria und PayLife Bank (heute SIX Payment Services (Austria)).
Nach vielen Jahren als Lehrbeauftragter wurde er 2004 zum Honorarprofessor an der Wirtschaftsuniversität Wien ernannt, wo er seitdem in Lehre und Forschung tätig ist.
Judt war von 2002 bis 2005 Präsident des Finanzmarketingverbands Österreich sowie zuvor ab 1990 und danach bis 2011 Vizepräsident. Seit 2012 ist er Ehrenpräsident des Verbandes. Er fungiert als Mitherausgeber der Zeitschriften „bank und markt“ (seit 1989) und „Karten-cards-cartes“ (seit 2005) des Fritz Knapp Verlags in Frankfurt am Main, sowie der Schriftenreihe „Financial Services Management“ (seit 2007) des Berliner Weißensee Verlags. Außerdem ist er seit 2012 Member of the Editorial Board von austria-forum.org. Von 2010 bis 2012 war er auch Mitglied des Editorial Boards von „der markt“ (Springer Verlag, Wien).
Ewald Judt ist verheiratet und hat zwei erwachsene Söhne.

## Publikationen (Auswahl)
- Zum Exportservice der Kreditunternehmungen, mit Sylvia Quantschnigg-Wojtanowskyj und Manfred Puffer, Wien: Sparkassenverlag, 1979 OCLC 6329028
- Der europäische Kreditkartenmarkt – ein Überblick, Bank und Markt & Technik (bm): Zeitschrift für Unternehmensführung, Marketing und Organisation, 16(1987)7, S. 19, 20, 22–25 (Aufsatz)
- Credit card terminology: an English-German glossary, mit Jeffrey Waldock und Österreichische Bankwissenschaftliche Gesellschaft, Wien: Manz, 1988 OCLC 27736800
- Plastic money terminology : an English-German glossary, mit Jeffrey Waldock, Frankfurt am Main: F. Knapp 1993 ISBN 3-7819-1188-8
- Bankmarketing & Bankmanagement 125 Glossare zu Produkten, Methoden und Konzepten, mit Claudia Klausegger, Frankfurt am Main, Knapp, 2014 OCLC 889968107

## Auszeichnungen
2010 wurde ihm das Silberne Ehrenzeichen für Verdienste um die Republik Österreich verliehen.